# ノア・ラング
ノア・ラング（Noa Lang, 1999年6月17日 - ）は、オランダ・カペッレ・アーン・デン・アイセル出身のプロサッカー選手。セリエA・ナポリ所属。オランダ代表。ポジションはフォワード。

## 経歴

### クラブ
ユース時代をフェイエノールトとアヤックス・アムステルダムといった、エールディヴィジの強豪チームの下部組織で過ごし、2017年にアヤックスのリザーヴチームであるヨング・アヤックスに昇格。同年4月14日のヨング・ユトレヒト戦でプロデビュー。以降ヨング・アヤックスの主力選手に成長し、2018-19シーズン終盤にトップチームに昇格。2019年3月14日のズヴォレ戦で、トップチーム初出場。同年12月1日のトゥウェンテ戦では、初先発ながらハットトリックを達成した。
2020年1月18日、トゥウェンテにシーズン終了までのローン移籍。
2020年10月5日、買い取りオプション付きのローン移籍でクラブ・ブルッヘに加入することが発表された。この2020-21シーズンは公式戦通算37試合で17得点11アシストという成績を残し、クラブのリーグ優勝に貢献し、リーグのシーズン最優秀若手選手にも選出された。
2023年7月8日、PSVに移籍。5年契約で、移籍金は1,500万ユーロと報じられている。
2025年7月17日、ナポリに5年契約で移籍した。

### 代表
2014年から、各世代別代表に選出に選出されている。
2021年10月8日、2022 FIFAワールドカップ・予選のラトビア戦でA代表での初キャップを刻んだ。
2022年11月、自身初のメジャー大会となる2022 FIFAワールドカップに臨むオランダ代表に選出された。

## 家族
ヌルディン・ブカリの継子にあたり、いとこのジェフリー・ブルマ、マルシアーノ・ブルマもサッカー選手。

## 個人成績

### クラブ
| 国内大会個人成績 | 国内大会個人成績 | 国内大会個人成績 | 国内大会個人成績 | 国内大会個人成績 | 国内大会個人成績 | 国内大会個人成績 | 国内大会個人成績 | 国内大会個人成績 | 国内大会個人成績 | 国内大会個人成績 | 国内大会個人成績 |
| 年度             | クラブ           | 背番号           | リーグ           | リーグ戦         | リーグ戦         | リーグ杯         | リーグ杯         | オープン杯       | オープン杯       | 期間通算         | 期間通算         |
| 年度             | クラブ           | 背番号           | リーグ           | 出場             | 得点             | 出場             | 得点             | 出場             | 得点             | 出場             | 得点             |
| オランダ         | オランダ         | オランダ         | オランダ         | リーグ戦         | リーグ戦         | リーグ杯         | リーグ杯         | KNVBカップ       | KNVBカップ       | 期間通算         | 期間通算         |
| ---------------- | ---------------- | ---------------- | ---------------- | ---------------- | ---------------- | ---------------- | ---------------- | ---------------- | ---------------- | ---------------- | ---------------- |
| 2018-19          | アヤックス       | 37               | エールディヴィジ | 3                | 0                | -                | -                | 1                | 0                | 4                | 0                |
| 2019-20          | アヤックス       | 27               | エールディヴィジ | 5                | 3                | -                | -                | 1                | 1                | 6                | 4                |
| 2019-20          | トゥウェンテ     | 27               | エールディヴィジ | 7                | 1                | -                | -                | -                | -                | 7                | 1                |
| 2020-21          | アヤックス       | 27               | エールディヴィジ | 1                | 0                | -                | -                | -                | -                | 1                | 0                |
| ベルギー         | ベルギー         | ベルギー         | ベルギー         | リーグ戦         | リーグ戦         | リーグ杯         | リーグ杯         | ベルギー杯       | ベルギー杯       | 期間通算         | 期間通算         |
| 2020-21          | クラブ・ブルッヘ | 10               | ファーストA      | 29               | 16               | -                | -                | 2                | 0                | 31               | 16               |
| 2021-22          | クラブ・ブルッヘ | 10               | ファーストA      | 37               | 7                | -                | -                | 4                | 1                | 41               | 8                |
| 2022-23          | クラブ・ブルッヘ | 10               | ファーストA      | 33               | 9                | -                | -                | 2                | 3                | 35               | 12               |
| オランダ         | オランダ         | オランダ         | オランダ         | リーグ戦         | リーグ戦         | リーグ杯         | リーグ杯         | KNVBカップ       | KNVBカップ       | 期間通算         | 期間通算         |
| 2023-24          | PSV              | 7                | エールディヴィジ | 11               | 4                | -                | -                | 2                | 0                | 13               | 4                |
| 2024-25          | PSV              | 10               | エールディヴィジ | 29               | 11               | -                | -                | 4                | 0                | 33               | 11               |
| 通算             | オランダ         | オランダ         | エールディヴィジ | 56               | 19               | -                | -                | 8                | 1                | 64               | 20               |
| 通算             | ベルギー         | ベルギー         | ファーストA      | 99               | 32               | -                | -                | 6                | 4                | 105              | 36               |
| 総通算           | 総通算           | 総通算           | 総通算           | 155              | 51               | 0                | 0                | 14               | 5                | 169              | 56               |

### 代表
| オランダ代表 | 国際Aマッチ | 国際Aマッチ |
| 年           | 出場        | 得点        |
| ------------ | ----------- | ----------- |
| 2021         | 3           | 0           |
| 2022         | 3           | 1           |
| 2023         | 4           | 1           |
| 2024         | 2           | 0           |
| 2025         | 2           | 1           |
| 通算         | 14          | 3           |

#### ゴール
| #  | 年月日        | 開催地                                      | 対戦国     | 勝敗 | 試合概要                                         |
| -- | ------------- | ------------------------------------------- | ---------- | ---- | ------------------------------------------------ |
| 1. | 2022年6月14日 | フェイエノールト・スタディオン（ オランダ） | ウェールズ | ○3-2 | UEFAネーションズリーグ2022-23・リーグA           |
| 2. | 2023年6月14日 | フェイエノールト・スタディオン（ オランダ） | クロアチア | ●2-4 | UEFAネーションズリーグ2022-23・決勝ラウンド      |
| 3. | 2025年6月10日 | エウロボルグ（ オランダ）                   | マルタ     | ○8-0 | 2026 FIFAワールドカップ・ヨーロッパ予選グループG |

## タイトル

### クラブ
ヨング・アヤックス
- エールステ・ディヴィジ（2017-18）

アヤックス
- エールディヴィジ（2018-19）
- KNVBカップ（2018-19）
- ヨハン・クライフ・スハール（2019）

クラブ・ブルッヘ
- ベルギー・ファースト・ディビジョンA（2020-21, 2021-22）
- ベルギー・スーパーカップ（2021, 2022）

PSV
- エールディヴィジ（2023-24, 2024-25）

### 個人
- ベルギー年間最優秀若手選手賞（2020-21）[6]